# Choi Soon-ho
Choi Soon-ho (ur. 10 stycznia 1962 w Chungju) – południowokoreański piłkarz występujący na pozycji napastnika.

## Kariera klubowa
Choi karierę rozpoczynał w 1981 roku w drużynie z Kwangwoon University. W 1983 roku trafił do klubu POSCO Dolphins. W 1985 roku zmienił on nazwę na POSCO Atoms. W tym samym roku Choi wywalczył z nim wicemistrzostwo Korei Południowej. Rok później zdobył z zespołem mistrzostwo Korei Południowej, a w 1987 roku ponownie wywalczył z nim wicemistrzostwo Korei Południowej. Przez sześć sezonów w barwach POSCO rozegrał 67 spotkań i zdobył 22 bramki.
W 1989 roku odszedł do Lucky-Goldstar Hwangso. W tym samym roku został z klubem z Seulu wicemistrzem Korei Południowej. W 1990 roku wygrał z nim mistrzostwo Korei Południowej. W 1991 roku wrócił do POSCO Atoms. W 1992 roku został graczem francuskiego Rodez AF z Ligue 2. W 1993 roku Choi zakończył karierę.

## Kariera reprezentacyjna
W reprezentacji Korei Południowej Choi zadebiutował w 1980 roku. W tym samym roku zajął z kadrą 2. miejsce w Pucharze Azji. Został także królem strzelców tamtego turnieju. W 1986 roku został powołany do kadry na Mistrzostwa Świata. Zagrał na nich w meczach z Argentyną (1:3) oraz z Włochami (2:3). W spotkaniu z Włochami strzelił także gola. Tamten mundial Korea Południowa zakończyła na fazie grupowej. W 1988 roku Choi uczestniczył w Letnich Igrzyskach Olimpijskich. W 1990 roku ponownie znalazł się w kadrze na Mistrzostwa Świata. Wystąpił na nich we wszystkich meczach swojej drużyny, z Belgią (0:2), Hiszpanią (1:3) oraz Urugwajem (0:1), a Korea Południowa odpadła z turnieju po fazie grupowej. W latach 1980–1991 w drużynie narodowej Choi rozegrał w sumie 95 spotkań i zdobył 30 bramek.